# Hidaka (Saitama)
Hidaka (jap. 日高市, -shi) ist eine Stadt in der Präfektur Saitama auf Honshū, der Hauptinsel von Japan.

## Geschichte
Hidaka wurde am 1. Oktober 1991 zur Shi ernannt.

## Verkehr
- Straße:
  - Nationalstraßen 299, 407
- Zug:

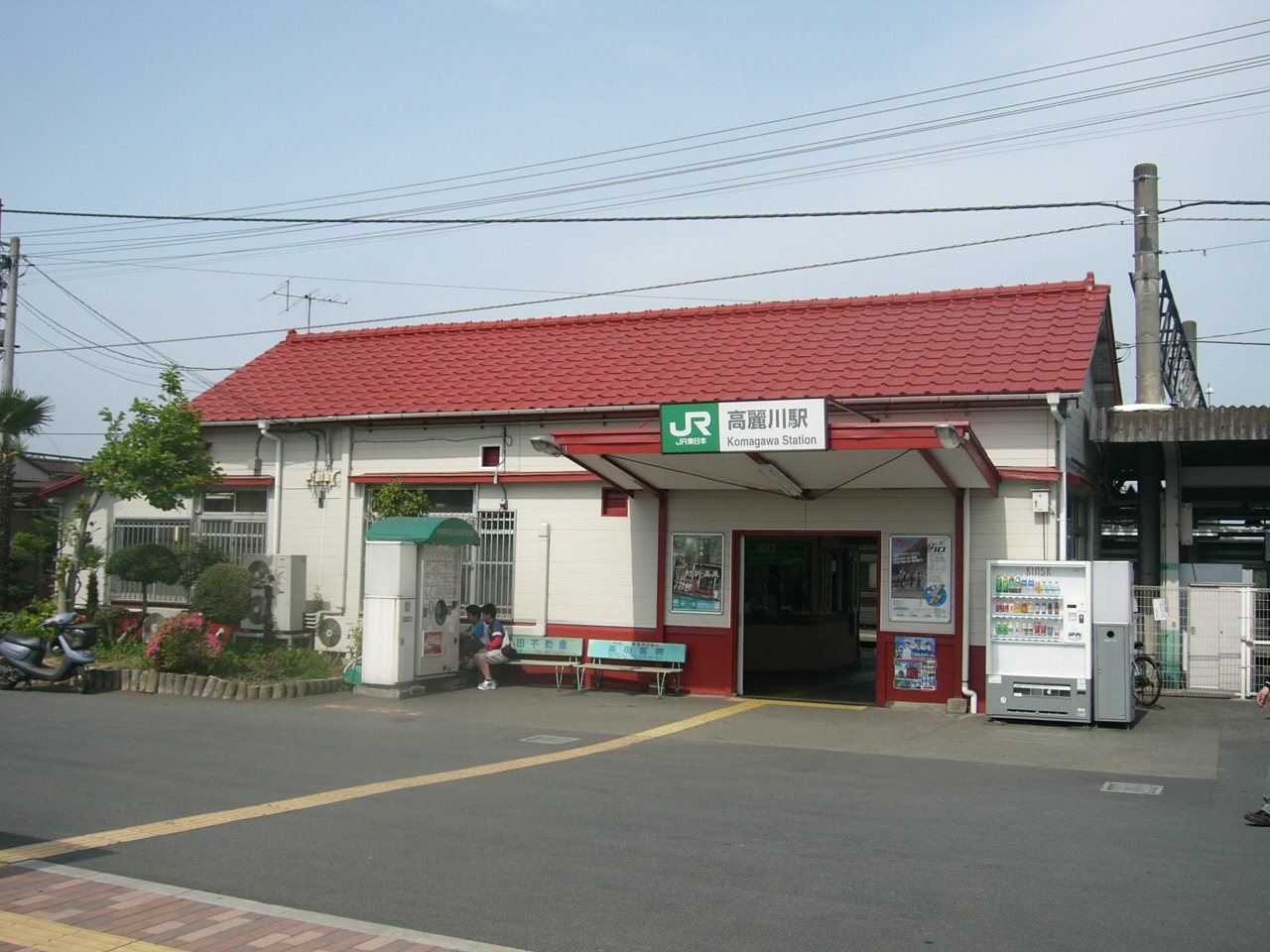
Bahnhof Komagawa

  - JR Hachikō-Linie, nach Hachioji oder Takasaki
  - JR Kawagoe-Linie, nach Kawagoe und Shinjuku

## Städtepartnerschaften
- Osan, seit 1996

## Angrenzende Städte und Gemeinden
- Kawagoe
- Sakado
- Sayama
- Tsurugashima
- Moroyama